# Scie à onglet
 (juin 2021).
Si vous disposez d'ouvrages ou d'articles de référence ou si vous connaissez des sites web de qualité traitant du thème abordé ici, merci de compléter l'article en donnant les références utiles à sa vérifiabilité et en les liant à la section « Notes et références ».
Une scie à onglet désigne, en français, deux outils distincts destinés à la coupe de précision à un angle précis :
- La « scie à onglet manuelle » qui est en fait une « scie à dos » ou une « scie Sterling » utilisée dans une boite à onglets (ou boîte à coupe) maintenant la scie à un angle précis, typiquement 45° ;
- La « scie circulaire à onglet » qui est une scie circulaire montée sur un bras articulé, réglable vis-à-vis d'une table servant de socle à l'ensemble. Cette scie électrique est spécialement conçue pour les coupes transversales, encore plus que la scie radiale, qui peut aussi effectuer des coupes longitudinales, bien que ce ne soit pas nécessairement le point fort de l'outil. La scie à onglet électrique peut souvent effectuer des coupes à angles selon deux axes différents. Elle est aussi souvent dite coulissante, c'est-à-dire pourvue d'un système permettant de faire coulisser la lame pour augmenter la capacité de coupe de l'outil[1]. Malheureusement, ce type de système a tendance à réduire la rigidité de la scie et donc la précision de celle-ci. Il peut néanmoins se révéler très pratique.

Le premier sens est de plus en plus abandonné au profit du deuxième.

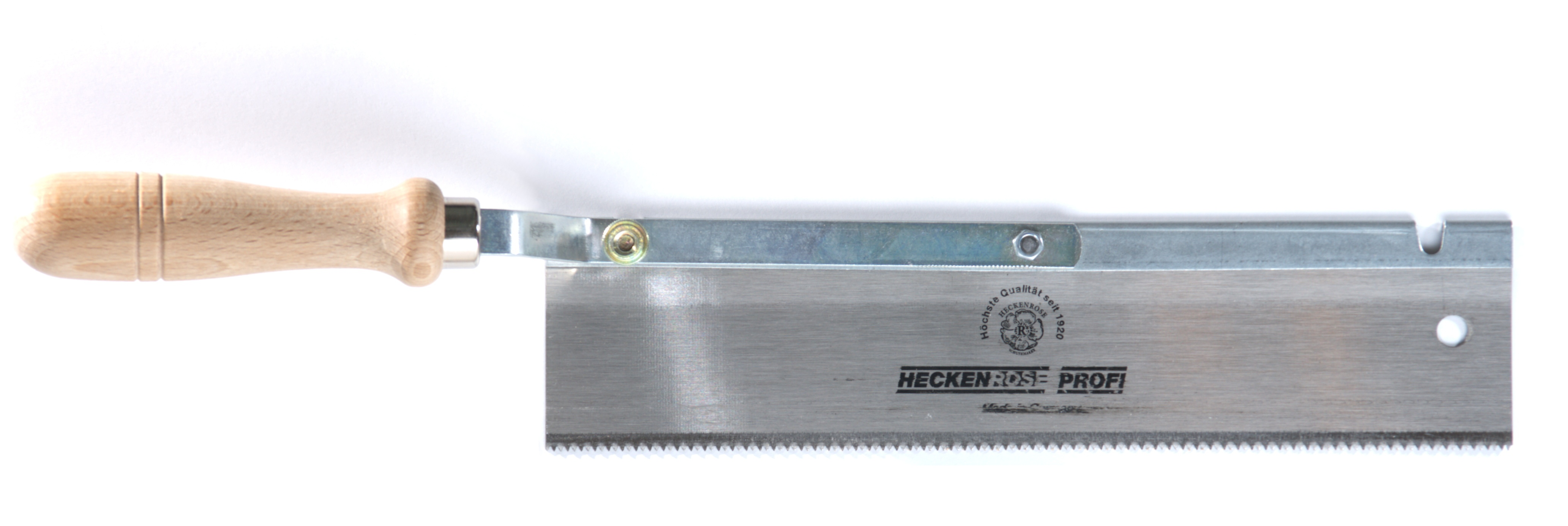
Scie Sterling.
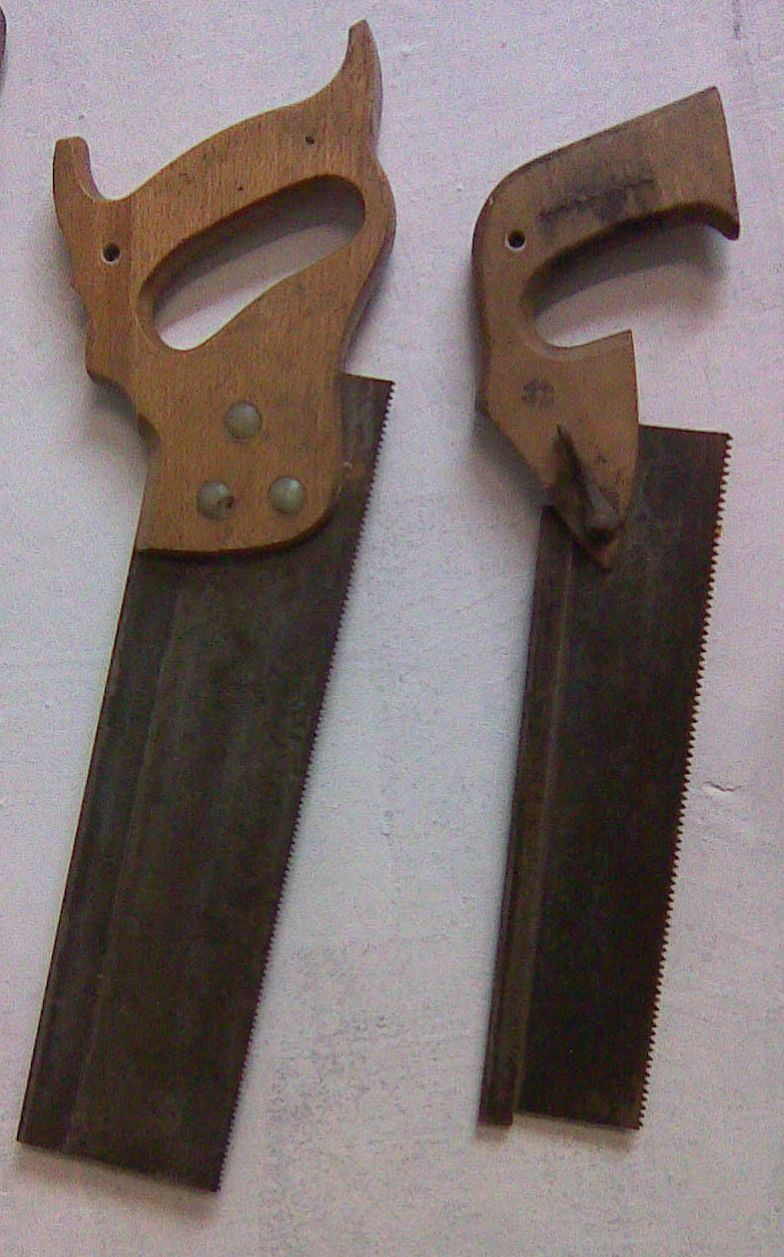
Scie à dos.
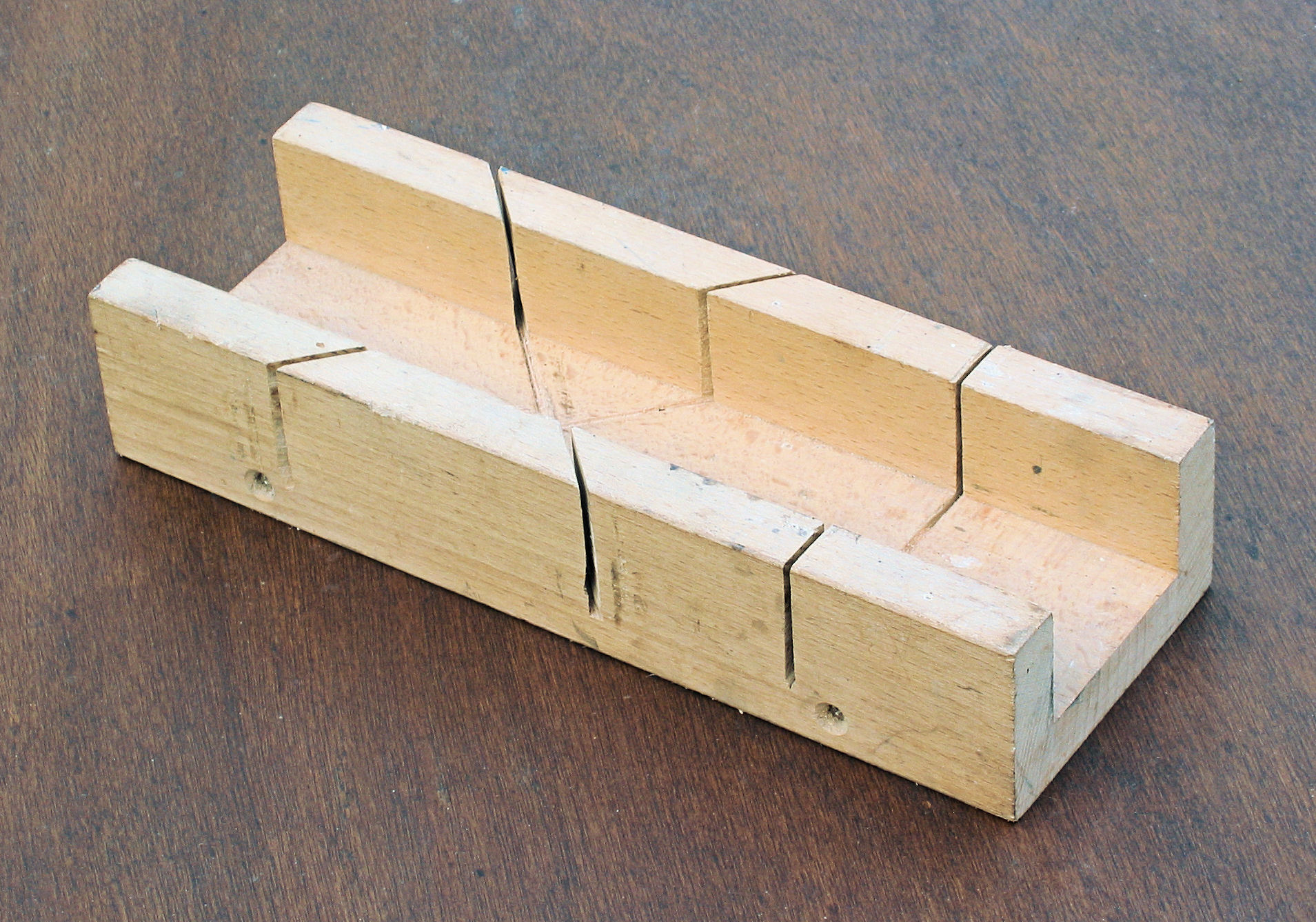
Boîte à onglets.
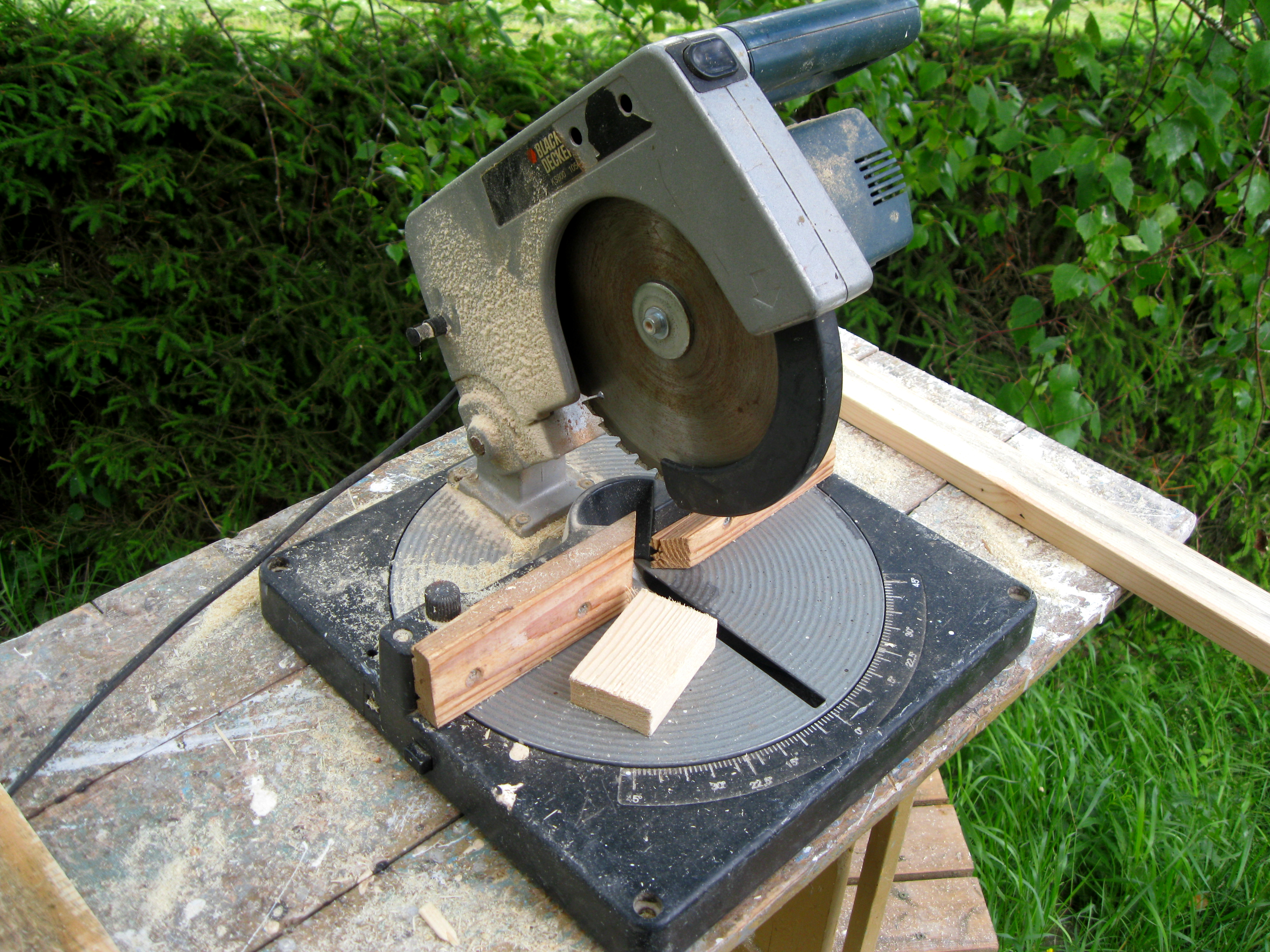
Scie à onglet simple basculante.
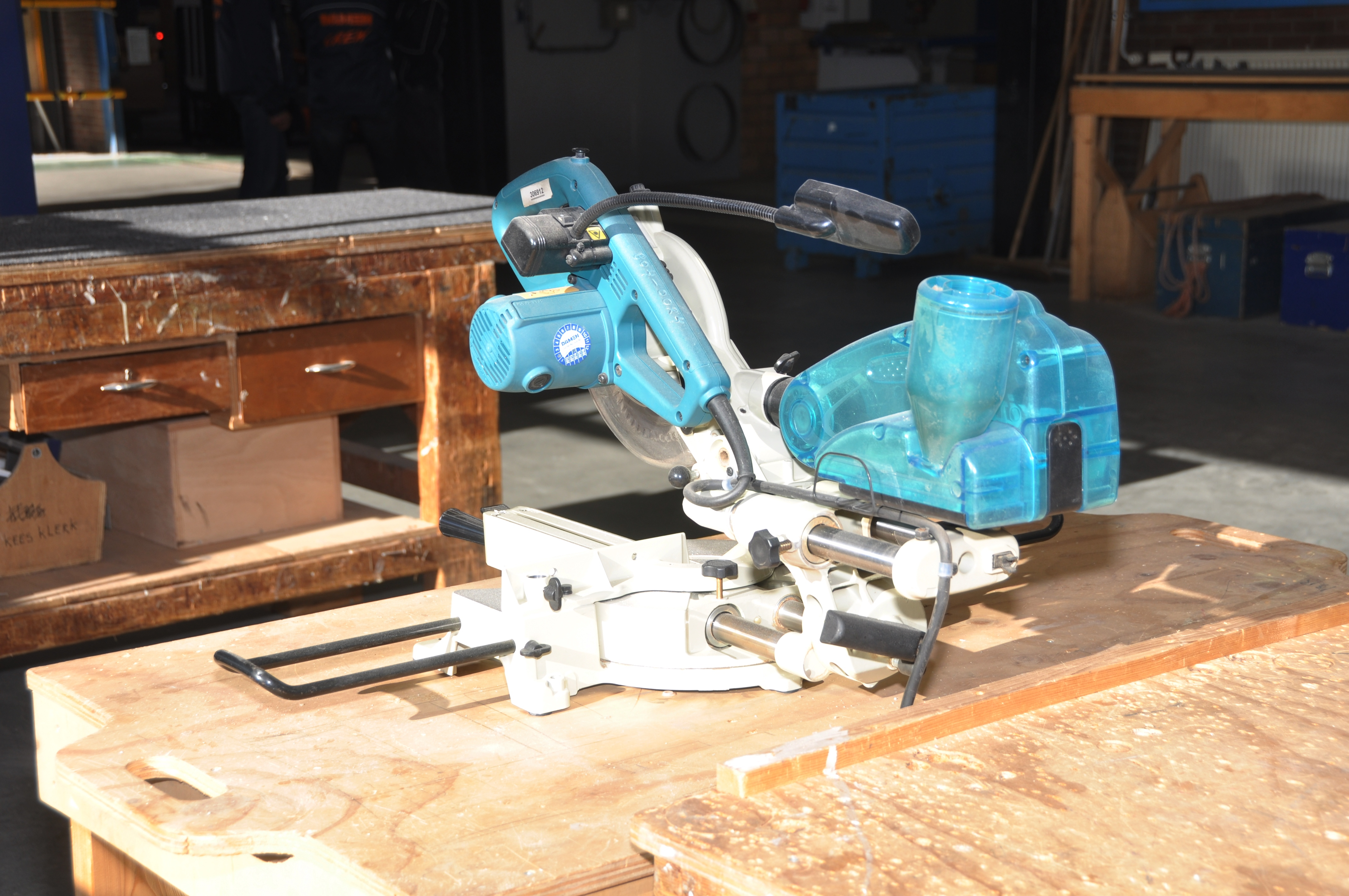
Scie à onglet avec deux glissières.
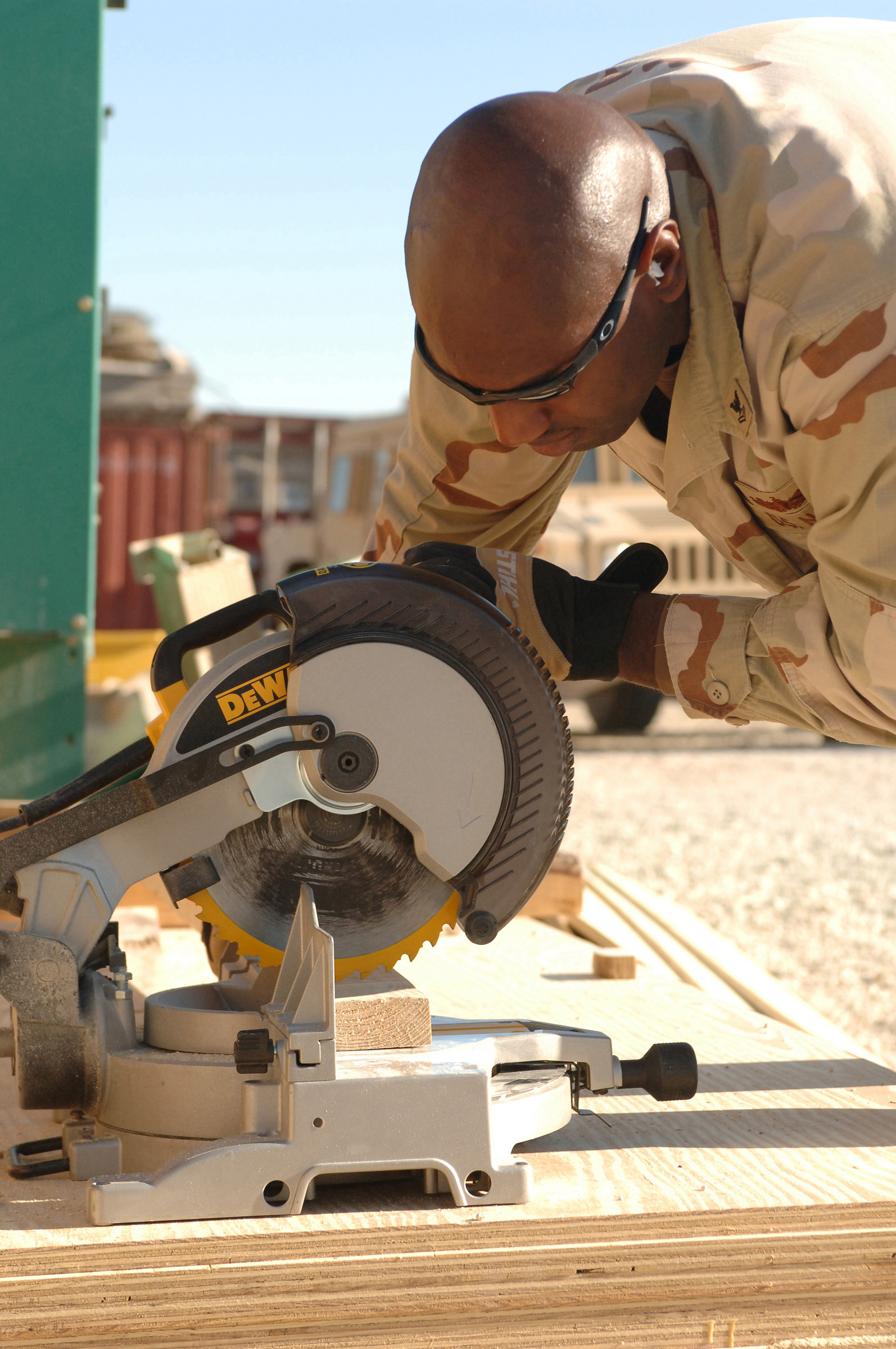
Exemple de scie avec une denture adaptée aux gros travaux.
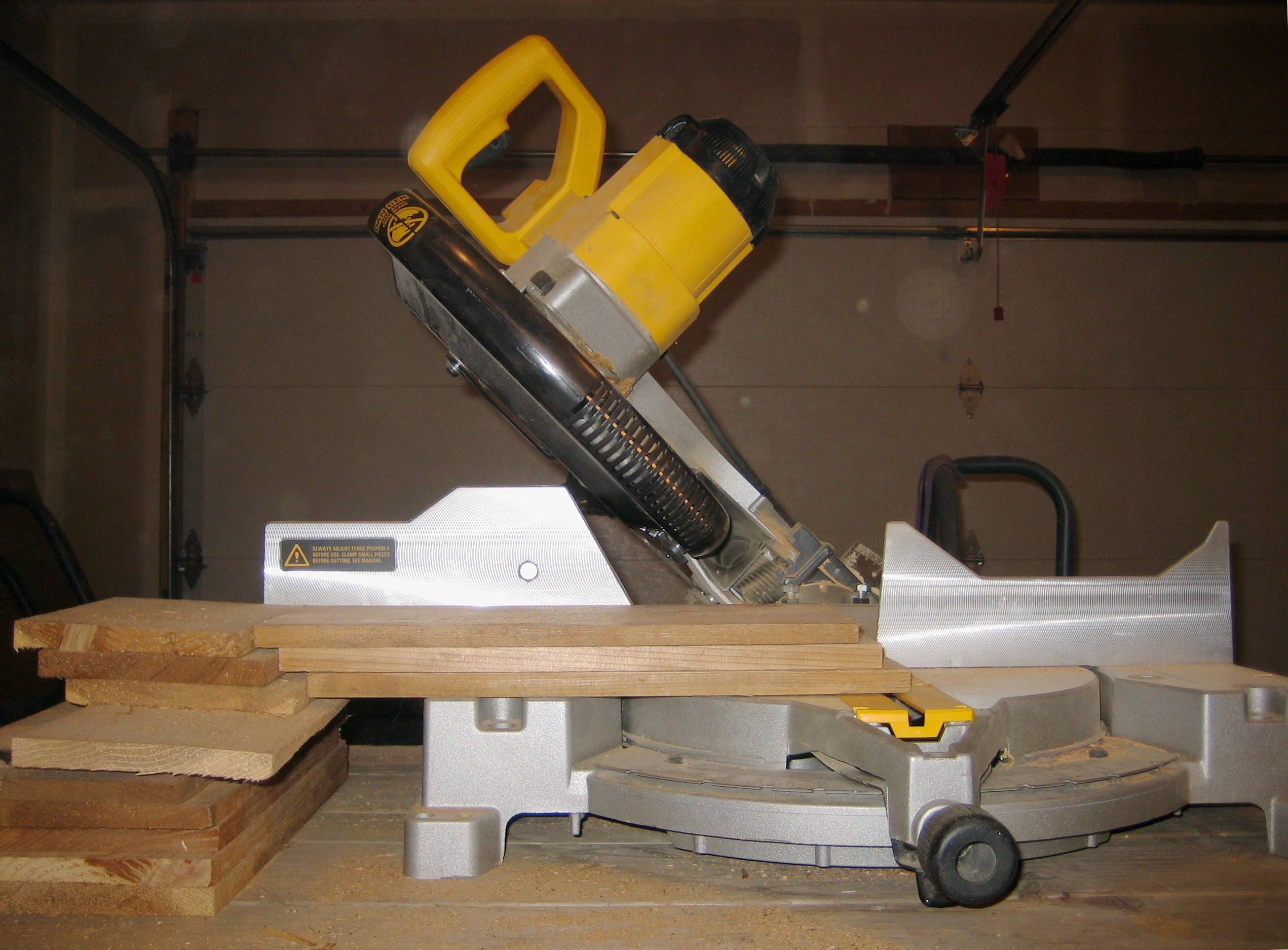
Scie à onglet réglée pour une coupe biaise.